# Малая Середняя
Малая Середняя — деревня в Харовском районе Вологодской области.
Входит в состав Шапшинского сельского поселения, с точки зрения административно-территориального деления — в Шапшинский сельсовет.
Расстояние по автодороге до районного центра Харовска — 48 км, до центра муниципального образования Шапши — 14 км. Ближайшие населённые пункты — Лебежь, Харитониха, Горка.
По переписи 2002 года население — 2 человека.